# USS Anderson (DD-411)
USS Anderson (DD-411) là một tàu khu trục lớp Sims được Hải quân Hoa Kỳ chế tạo ngay trước Chiến tranh Thế giới thứ hai; nó là chiếc tàu chiến duy nhất của Hải quân Hoa Kỳ được đặt tên theo Chuẩn đô đốc Edwin Alexander Anderson, Jr. (1860-1933), người được tặng thưởng Huân chương Danh dự trong vụ Can thiệp của Hoa Kỳ tại Veracruz. Anderson đã hoạt động hầu hết tại Mặt trận Thái Bình Dương trong suốt Thế Chiến II cho đến khi xung đột kết thúc. Được sử dụng trong Chiến dịch Crossroads, cuộc thử nghiệm bom nguyên tử tại đảo san hô Bikini vào năm 1946, nó bị đánh chìm bởi một quả bom nổ trên không trong Thử nghiệm "Able" vào ngày 1 tháng 7 năm 1946.

## Thiết kế và chế tạo
Anderson được đặt lườn tại xưởng tàu của hãng Federal Shipbuilding and Drydock Company ở Kearny, New Jersey vào ngày 15 tháng 11 năm 1937. Nó được hạ thủy vào ngày 4 tháng 2 năm 1939; được đỡ đầu bởi bà Mertie Loraine Anderson, vợ góa Chuẩn đô đốc Anderson; và nhập biên chế tại Xưởng hải quân New York vào ngày 19 tháng 5 năm 1939 dưới quyền chỉ huy của Hạm trưởng, Thiếu tá Hải quân William M. Hobby, Jr..

## Lịch sử hoạt động

### Trước chiến tranh

#### 1939

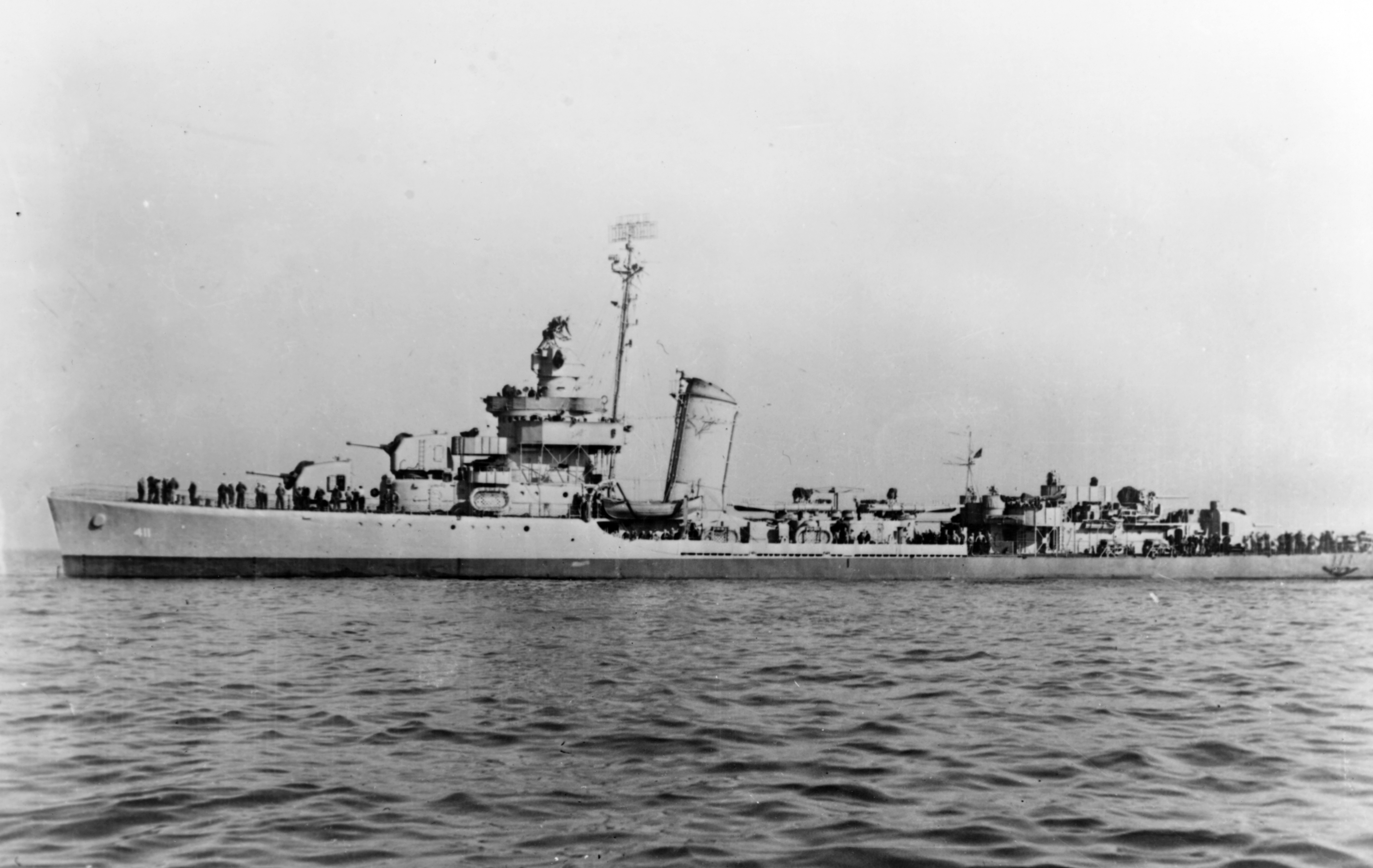
Anderson vào ngày 18 tháng 5 năm 1939, ngay trước khi nhập biên chế

Anderson tiếp tục ở lại Xưởng hải quân New York trong suốt tháng 6 để được trang bị, vào lúc mà nó gửi một đội thủy thủ đi diễu hành Flag Day tại New York vào ngày 14 tháng 6 năm 1939. Lên đường vào ngày 5 tháng 7, nó đi đến Newport, Rhode Island vào ngày 7 tháng 7 và neo đậu tại Căn cứ Ngư lôi Hải quân để nhận lên tàu đầu đạn ngư lôi và thiết bị thử nghiệm trước khi quay trở lại Xưởng hải quân New York vào ngày hôm sau. Nó chỉ dừng lại một thời gian ngắn trước khi tiếp tục hành trình xế trưa hôm đó để đi Washington, D.C..
Thả neo ngoài khơi Quantico trong đêm 9 tháng 7, Anderson đi ngược dòng sông Potomac, và đi đến Xưởng hải quân Washington lúc 07 giờ 21 phút ngày 10 tháng 7. Sang ngày hôm sau, một số sĩ quan cao cấp đã thị sát không chính thức chiếc tàu khu trục mới, chiếc đầu tiên trong lớp tàu khu trục lớp Sims được nhập biên chế. Phái đoàn bao gồm Đô đốc Harold R. Stark, Trưởng phòng Tác chiến Hải quân, tháp tùng bởi Đại tá Hải quân H. T. Markland; Chuẩn đô đốc Robert L. Ghormley, Trưởng ban Kế hoạch chiến tranh, và William R. Furlong, đứng đầu Văn phòng Đạn dược, cũng như Charles Edison, quyền Bộ trưởng Hải quân.
Vào ngày 12 tháng 7, dưới sự trợ giúp của Tecumseh và Undaunted, Anderson lên đường đi Yorktown, Virginia. Nó nạp mìn sâu tại kho mìn ở Yorktown, rồi di chuyển đến Căn cứ Hoạt động Hải quân tại Norfolk, trước khi lên đường vào ngày 14 tháng 7 để đi Wilmington, North Carolina. Wilmington là quê hương của người mà tên được đặt cho con tàu, Đô đốc Anderson, nên nó được đón chào nồng nhiệt. Một buổi tiệc trà được tổ chức trên tàu vào xế trưa ngày 17 tháng 7 để chiêu đãi bà Anderson, một thành viên trong gia đình vị đô đốc cùng các quan chức thành phố. Sang ngày hôm sau, nó lên đường dưới sự giúp đỡ của chiếc tàu kéo Battler.
Đi đến Norfolk vào ngày 19 tháng 7, Anderson chuyển sang Xưởng hải quân Norfolk cùng ngày hôm đó để nhận đạn dược. Sau khi đón lên tàu sáu nhân sự Thủy quân Lục chiến để đưa đến căn cứ tại vịnh Guantánamo, nó lên đường vào ngày 21 tháng 7 để đi đến vùng biển Cuba, chặng đầu của chuyến đi chạy thử máy của nó. Đi đến Guantánamo vào ngày 24 tháng 7, chiếc tàu khu trục tiễn những hành khách lên bờ trước khi hoạt động tại khu vực lân cận trong những ngày tiếp theo.
Anderson sau đó viếng thăm San Juan, Puerto Rico từ ngày 1 đến ngày 5 tháng 8; Coco Solo thuộc vùng kênh đào Panama từ ngày 8 đến ngày 14 tháng 8; Hamilton, Bermuda từ ngày 19 đến ngày 21 tháng 8; và St. John's, Newfoundland từ ngày 25 đến ngày 28 tháng 8, trước khi đi đến Montreal, Canada vào sáng ngày 31 tháng 8. Khởi hành vào ngày 5 tháng 9, chiếc tàu khu trục dừng một chặng ngắn tại Quebec trong các ngày 5 và 6 tháng 9 trước khi hướng đi Newport. Trên đường đi vào ngày 8 tháng 9, nó trông thấy một tàu buôn ở khoảng cách 8 hải lý (15 km), xác định nó là một tàu Na Uy qua màu cờ treo bên mạn tàu. Không lâu sau đó, một máy bay mang phù hiệu Anh Quốc (có thể thuộc Không quân Hoàng gia Canada) lượn vòng chung quanh chiếc tàu khu trục ở tầm thấp, rõ ràng để xem xét kỹ lưỡng trước khi quay trở lại bờ biển.
Anderson đi đến Trạm Ngư lôi Hải quân tại Newport vào ngày hôm sau 9 tháng 9, và trong vài ngày tiếp theo đã phục vụ như mục tiêu di động để thực hành ngư lôi cùng với chiếc Jouett tại khu vực thử nghiệm vịnh Narragansett. Vào ngày 16 tháng 9, nó quay trở lại Xưởng hải quân New York hoàn tất việc chạy thử máy và trang bị bộ kiểm soát hỏa lực dàn pháo chính. Sau khi thử nghiệm hệ thống kiểm soát hỏa lực trong các ngày 21-22 tháng 9, nó rời New York để đi Norfolk, đến nơi vào ngày 24 tháng 9. Chiếc tàu khu trục thực hành tác xạ tại khu vực thực tập ngoài khơi Virginia Capes, bắn vào mục tiêu được chiếc Acushnet kéo vào ngày 26 tháng 9 trước khi thực hành hỏa lực phòng không vào ngày 28 tháng 9. Nó đi đến Xưởng hải quân New York vào sáng ngày 1 tháng 10 để thực hiện những hiệu chỉnh sau thử máy, một công việc kéo dài đến cuối tháng 1 năm 1940.

#### 1940
Anderson sau đó ghé qua Xưởng hải quân Boston một thời gian ngắn trước khi thực hiện chuyến đi thử máy nghiệm thu cuối cùng ngoài khơi Rockland, Maine vào ngày 7 tháng 2, với Chuẩn đô đốc H. L. Brinser, Chủ tịch Ủy ban Thanh tra và Giám sát Hải quân trên tàu. Sau đó quay trở về Xưởng hải quân Boston vào ngày 9 tháng 2 trước khi quay trở lại New York vào ngày 12 tháng 2, ngang qua kênh đào Cape Cod, vịnh Buzzards và vịnh Oyster. Nó ở lại xưởng tàu cho đến cuối tháng 3, khi nó lên đường đi Newport để thực hành tác xạ ngư lôi vào ngày 10 tháng 4. Lúc 11 giờ 30 phút ngày 12 tháng 4, nó đón lên tàu John Z. Anderson, nghị sĩ tiểu bang California và là thành viên Ủy ban Hải quân Quốc hội Hoa Kỳ, rồi lên đường để đưa vị khách đến Norfolk lúc 20 giờ 08 phút, và tiễn vị khách rời tàu vào sáng ngày hôm sau.
Khởi hành cùng với Manley vào xế trưa ngày 15 tháng 4, Anderson hướng đến vịnh Guantánamo. Ngày hôm sau, 14 giờ sau khi rời Norfolk, các con tàu gặp phải thời tiết xấu, khiến một xuồng cứu sinh bên mạn trái bị sóng đánh hỏng và sau cùng bị cuốn trôi lúc 07 giờ 18 phút. Họ đi đến vịnh Guantánamo lúc 06 giờ 18 phút ngày 19 tháng 4, để rồi lại lên đường chín giờ sau đó, cùng Manley đi đến căn cứ tàu ngầm tại Coco Solo, Panama vào ngày 21 tháng 4. Băng qua kênh đào Panama vào ngày 23 tháng 4, nó di chuyển độc lập dọc theo bờ biển phía Tây Trung Mỹ và đi đến Acapulco, Mexico vào ngày 27 tháng 4. Ngày hôm sau, con tàu được Trung tá Hải quân W. M. Dillon, Tùy viên Hải quân Đại sứ quán Hoa Kỳ tại Mexico City viếng thăm trong chín giờ. Anderson gặp gỡ trở lại Manley vào ngày 30 tháng 4, và đi đến San Diego lúc 09 giờ 00 ngày 1 tháng 5.
Sau khi thực hiện một chuyến đi ngắn trong cảng cùng 85 quân nhân dự bị Lục quân trên tàu vào ngày 18 tháng 5, Anderson lên đường thực hiện chuyến Tuần tra Trung lập ngoài khơi bờ biển phía Nam California. Trong lượt tuần tra vào ngày 20 tháng 5, nó giúp đỡ chỉ đường cho chiếc tàu kéo Ray P. Clark hướng đi đến đảo San Nicolas. Nó hoàn tất chuyến tuần tra và quay trở về San Diego vào sáng ngày 23 tháng 5. Sang tháng 6, nó phục vụ như tàu canh phòng máy bay cho Yorktown, khi chiếc tàu sân bay tiến hành các hoạt động tại chỗ ngoài khơi đảo North. Nó sau đó canh phòng máy bay cho Enterprise từ ngày 19 đến ngày 21 tháng 6, xen kẻ với các hoạt động huấn luyện và thực hành tác xạ ngoài khơi Pyramid Cove, đảo San Clemente. Lúc 09 giờ 00 ngày 22 tháng 6, khi con tàu chuẩn bị khởi hành đi sang vùng biển Hawaii, Trung tá Hải quân Allan E. Smith đặt cờ hiệu của mình bên trên Anderson trong vai trò Tư lệnh Đội khu trục 3. Nó sau đó khởi hành từ San Diego vào sáng ngày 25 tháng 6 cùng với Enterprise, Hammann, Mustin, Sterett, Hopkins và Rowan.
Trên đường đi Hawaii, Anderson luân phiên cùng các tàu khu trục khác trong nhiệm vụ canh phòng máy bay cho Enterprise và phục vụ hộ tống chống tàu ngầm. Trong một đợt bay huấn luyện vào sáng ngày 28 tháng 6, một máy bay thuộc Liên đội Tuần tiễu VS-6 bị mất động lực sau khi được phóng khỏi sàn đáp, và bị buộc phải hạ xuống biển. Hammann đã đi đến nơi trước tiên và vớt được cả phi công lẫn điện báo viên; Enterprise sau đó tiếp cận chiếc máy bay và vớt nó. Anderson đã bảo vệ cho lực lượng đi đến Trân Châu Cảng vào ngày 2 tháng 7.
Trong năm tháng tiếp theo sau, Anderson hoạt động tại chỗ ngoài khơi Trân Châu Cảng và Lahaina Roads. Các hoạt động của nó tại chuỗi quần đảo Hawaii đưa nó đến Palmyra vào ngày 22 tháng 7 và đảo Christmas vào ngày 23 tháng 7; bao gồm việc thực hành pháo phòng không và súng máy, thực hành ngư lôi và mìn sâu, thường là cùng với các tàu khu trục, tàu tuần dương hạng nhẹ và thiết giáp hạm khác. Xen kẻ vào đó, nó được bảo trì tại Trân Châu Cảng cặp bên mạn chiếc Altair từ ngày 26 đến ngày 28 tháng 10 và trong ụ tàu từ ngày 28 đến ngày 29 tháng 10, và từ ngày 30 tháng 10 đến ngày 4 tháng 11. Con tàu cũng tuần tra tại khu vực được chỉ định lân cận khu vực thả neo Lahaina Roads, ngoài khơi Maui, Honolulu và Trân Châu Cảng, ngăn chặn và điều tra nhiều tàu buôn và tàu địa phương như tàu đánh cá, ghi nhận sự di chuyển của các tàu chiến. Sau giai đoạn hoạt động khẩn trương tại vùng biển Hawaii, nó rời Trân Châu Cảng vào ngày 2 tháng 12, hướng sang vùng bờ Tây cùng với phần còn lại của Hải đội Khu trục 8.

#### 1941
Về đến San Diego vào xế trưa ngày 8 tháng 12, Anderson đi đến xưởng tàu Los Angeles Shipbuilding and Drydock Company tại San Pedro, California vào ngày 26 tháng 12, và được đại tu cho đến tuần lễ đầu tiên của tháng 1 năm 1941. Sau một giai đoạn hoạt động tại chỗ ngoài khơi Long Beach và San Diego, nó khởi hành từ San Diego vào sáng ngày 14 tháng 1, gặp gỡ các tàu sân bay Enterprise và Lexington ngoài khơi San Pedro. Lực lượng tiến hành thực tập và huấn luyện trên đường đi sang khu vực quần đảo Hawaii, đi đến Trân Châu Cảng vào sáng ngày 21 tháng 1.
Anderson tiếp tục các hoạt động tại khu vực Hawaii cho đến  ngày 12 tháng 2, thực hành thả mìn sâu, tập trận ban đêm và thực tập tác xạ cho đến khi quay trở về Trân Châu Cảng vào ngày 19 tháng 2. Nó lên đường hai ngày sau đó, nó tiến hành các cuộc thực tập tác xạ và kiểm soát hư hại cho đến khi quay trở về cảng vào xế chiều hôm đó để được tiếp liệu từ chiếc tàu tiếp liệu Arctic. Lại lên đường vào sáng ngày 22 tháng 2, nó tuần tra tại lối tiếp cận Trân Châu Cảng, đối đầu với một tàu đánh cá xâm nhập vào vùng an ninh. Thả một xuồng săn cá voi, nó lục soát chiếc tàu đánh cá và cảnh cáo chủ nhân phải tránh xa vùng biển, trước khi quay trở về cảng vào sáng hôm sau 23 tháng 2. Nó tiếp nối các hoạt động tập trận cùng các tàu khác cùng đội cho đến cuối tháng 2.
Trong tháng 3, Anderson tiếp nối nhịp hoạt động ngoài khơi Trân Châu Cảng, hoạt động cùng hạm đội và hoàn thiện khả năng chiến thuật chống tàu ngầm và tác xạ. Nó cũng hoạt động trong một thời gian cùng Yorktown trong vai trò canh phòng máy bay. Trong các phi vụ bay vào ngày 17 tháng 3, hai chiếc máy bay ném bom-ngư lôi TBD Devastator thuộc Liên đội Ngư lôi 5 mắc tai nạn va chạm ở độ cao 1.000 ft (300 m) và bị rơi xuống biển, cách chiếc tàu sân bay 2.500 thước Anh (2,3 km). Xuồng của Yorktown đã vớt được thi thể các phi công, nhưng cả hai chiếc máy bay đều bị đắm ở độ sâu 2.910 sải (5.320 m), mang theo bốn người còn lại của đội bay, hai người trên mỗi chiếc. Anderson đã tiếp tục ở lại hiện trường tai nạn để tiếp tục tìm kiếm, nhưng chỉ tìm thấy những mảnh vỡ nhỏ của máy bay và các mảnh quần áo.
Anderson lên đường quay trở về vùng bờ Tây Hoa Kỳ sau giữa trưa ngày 24 tháng 3, về đến Xưởng hải quân Mare Island vào ngày 31 tháng 3 sau khi tiễn rời tàu tại San Francisco những hành khách vận chuyển từ Trân Châu Cảng. Chiếc tàu khu trục trải qua trọn tháng 4 được sửa chữa và cải biến trong xưởng tàu, và lên đường chạy thử máy sau sửa chữa vào ngày 16 tháng 5. Sau khi hoạt động một thời gian ngắn tại vịnh San Francisco, nó chuyển đến Long Beach vào ngày 21 tháng 5, rồi lên đường tám ngày sau đó cùng các tàu cùng đội Hammann, Mustin và Rowan hướng sang khu vực quần đảo Hawaii. Tuy nhiên, họ nhanh chóng nhận được mệnh lệnh mới, đổi hướng đi để tham gia cùng tàu tuần dương hạng nhẹ Philadelphia vào xế trưa ngày 30 tháng 5 và đi dọc bờ biển phía Tây hướng đến Panama. Một bộ phận khác của Hạm đội Thái Bình Dương đã được rút ra để tăng cường cho Hạm đội Đại Tây Dương trong cuộc chiến tranh không tuyên chiến với Đức Quốc xã tại Đại Tây Dương.

##### Tuần tra Trung lập tại Đại Tây Dương
Băng qua kênh đào Panama trong đêm 8-9 tháng 6, tên và số hiệu lườn tàu được sơn kín vì lý do an ninh, Anderson băng qua phá nước của Cristobal lúc 01 giờ 25 phút ngày 9 tháng 6 trên đường đi đến vịnh Guantánamo. Sau khi được tiếp nhiên liệu tại đây vào ngày 11 tháng 6, nó lên đường ngay xế trưa hôm đó, nhanh chóng đảm nhận nhiệm vụ tuần tra chống tàu ngầm bên mạn trái phía mũi của thiết giáp hạm Idaho, mà nó hộ tống đi về vùng bờ Đông, về đến Xưởng hải quân Philadelphia vào ngày 15 tháng 6. Thời gian nghỉ ngơi trong cảng bị rút ngắn khi nó lại khởi hành vào sáng sớm ngày 19 tháng 6, cùng với tàu khu trục Rowan xuôi dòng sông Delaware để đi ra Đại Tây Dương. Chúng gia nhập cùng tàu tuần dương hạng nặng Tuscaloosa sáng hôm sau, và sau đó cùng tàu sân bay Wasp vào xế trưa ngày 21 tháng 6.
Cùng với nhau, các con tàu đã thực hiện Tuần tra Trung lập tại khu vực Trung tâm Đại Tây Dương, đi xa đến tận quần đảo Cape Verde nhằm đảm bảo cho sự trung lập của Hoa Kỳ. Chuyến đi của hải đội kéo dài đến tận giới hạn của khu vực tuần tra được quy định trong mệnh lệnh vào tháng 4 và tháng 6 năm 1941. Anderson đã phục vụ canh phòng máy bay cho Wasp cũng như bảo vệ chống tàu ngầm cho cả chiếc tàu sân bay lẫn Tuscaloosa trong chuyến tuần tra vốn kết thúc tại Bermuda vào ngày 4 tháng 7. Ở lại vùng biển Bermuda một thời gian ngắn để nghỉ ngơi và thực hành chiến trận tầm gần, chiếc tàu khu trục lên đường vào ngày 12 tháng 7 để đi Norfolk, đến nơi vào ngày hôm sau. Sau khi thực hành ngư lôi tại khu vực Tidewater vào ngày 17 tháng 7, chiếc tàu chiến đi lên phía Bắc đến Boston, và đi vào Xưởng hải quân Boston vào xế trưa ngày 19 tháng 7.
Anderson sau đó được sửa chữa và cải biến cho đến đầu tháng 8, khi tháp pháo 5 in (130 mm) số 3 được tháo dỡ để giảm bớt trọng lượng nặng bên trên, cho phép bổ sung thêm súng máy.50 caliber (12,7 mm), kéo dài đường ray thả mìn sâu và bổ sung một "súng Y" để phóng mìn sâu, tăng cường thêm 24 quả mìn sâu mang theo. Những cải tiến này cho phép nó thể hiện tốt hơn vai trò hộ tống trong Trận chiến Đại Tây Dương. Sau khi hoàn tất, nó tham gia thực hành chống tàu ngầm ngoài khơi Provincetown, Massachusetts vào nửa sau của tháng 8 trước khi quay trở lại Boston vào ngày 30 tháng 8. Phạm vi hoạt động của nó giờ đây mở rộng hơn lên phía Bắc, khi nó khởi hành đi Casco Bay, Maine vào ngày 2 tháng 9, thực hành cùng với Tuscaloosa trên đường đi.
Được phân về Lực lượng Đặc nhiệm 15, Anderson lên đường trong thành phần hộ tống cho chuyến vận tải tăng viện lớn đầu tiên đi đến Iceland, đưa một lữ đoàn Lục quân đến tăng cường cho lực lượng Thủy quân Lục chiến vốn đã có mặt tại đây từ tháng 7. Các con tàu đi đến Reykjavík vào chiều tối ngày 15 tháng 9, sau khi vượt qua chặng đường bị xáo trộn bởi hai lần tiếp xúc với tàu ngầm đối phương tại khu vực lân cận với Anderson: một bị tàu khu trục Walke tấn công bằng mìn sâu vào ngày 8 tháng 9, và một chiếc khác bởi Hilary P. Jones vào ngày 10 tháng 9. Sau đó từ ngày 26 tháng 9 đến ngày 3 tháng 10, nó hộ tống một đoàn tàu vận tải đi vịnh Placentia, Newfoundland.
Anderson ở lại vịnh Placentia trong gần một tuần trước khi lên đường vào ngày 10 tháng 10 trong thành phần hộ tống chống tàu ngầm cho Lực lượng Đặc nhiệm 14, được hình thành chung quanh chiếc Yorktown; lực lượng đi đến Casco Bay, Maine vào xế trưa ngày 13 tháng 10. Di chuyển đến Provincetown, nó tiến hành các cuộc thực tập chống tàu ngầm trước khi có một giai đoạn bảo trì cặp bên mạn chiếc Denebola tại Casco Bay, rồi tiếp nối hoạt động ngoài biển cùng Lực lượng Đặc nhiệm 14. Rời Casco Bay vào xế trưa ngày 26 tháng 10 cùng Đội đặc nhiệm 14.3, bao gồm Savannah, Philadelphia, New Mexico, Yorktown và bảy tàu khu trục. Đơn vị này có nhiệm vụ hộ tống sáu tàu buôn Anh đi sang quần đảo Anh, nơi làm nhiệm vụ bảo vệ chống tàu ngầm vòng trong và canh phòng máy bay trong khi chiếc tàu sân bay hoạt động không lực bảo vệ cho đoàn tàu vượt qua Đại Tây Dương.
Vào ngày 30 tháng 10, khi ở vị trí cách St. John's, Newfoundland khoảng 700 mi (1.100 km), Yorktown vừa hoàn tất việc thu hồi máy bay và chuẩn bị để tiếp nhiên liệu cho tàu khu trục Sims, lúc 12 giờ 19 phút, Anderson bắt được tín hiệu âm thanh dưới nước ở khoảng cách 1.300 thước Anh (1.200 m). Nó lập tức bước vào trực chiến, đi thẳng đến nơi phát tín hiệu và thả một loạt sáu quả mìn sâu lúc 12 giờ 25 phút; năm phút sau, tàu khu trục Morris thả một hàng rào mìn sâu gây rối. Tuy nhiên, các tàu khác ở khu vực lân cận trông thấy cá heo và cá voi nhỏ, khiến Đại tá Hải quân Frank G. Fahrion, Tư lệnh Đội khu trục 3, thông báo qua sóng vô tuyến cao tần đến Morris rằng tiếp xúc âm thanh vừa rồi là giả. Nhưng không lâu sau đó, người của Anderson trông thấy những vệt dầu loang lẫn với nước và chất TNT đã cháy; đến 13 giờ 05 phút, nó bắt được âm thanh của chân vịt và lại tấn công một loạt sáu quả mìn sâu khác. Ngay sau đó, tàu khu trục Hughes trong khi săn tìm cũng bắt được tín hiệu đối phương và yêu cầu Anderson tiếp tục theo đuổi, nó trả lời bằng một lượt tấn công khác lúc 14 giờ 09 phút. Nó cùng với Hughes tiếp tục dò tìm tín hiệu âm thanh và cố tìm chứng cứ xem đã tiêu diệt được đối phương hay chưa. Không may là đối thủ lần này đã chạy thoát.
Anderson tiếp tục ở lại cùng Lực lượng Đặc nhiệm 14 cho đến khi được tách ra vào ngày 6 tháng 11. Lúc 16 giờ 37 phút ngày hôm đó, đang khi di chuyển cùng Hammann, nó phát hiện một tàu không rõ nhận dạng có hướng di chuyển né tránh khi bắt gặp hai tàu khu trục Hoa Kỳ. Nó điều tra con tàu lại, nhận diện là chiếc Trondheim, đã khởi hành một cách độc lập từ Belfast, Bắc Ireland để đi Halifax, Nova Scotia. Chiếc tàu khu trục đã tháp tùng chiếc tàu chở dầu trong một lúc. Đi đến Hvalfjörður vào ngày 7 tháng 11 và được tiếp nhiên liệu từ chiếc Sapelo sau khi đến nơi, Anderson trải qua một tháng tiếp theo hoạt động tại vùng biển Iceland ngoài khơi Hvalfjörður và Reykjavík. Nó hoạt động tuần tra càn quét cùng với Idaho và Mississippi tại vùng biển giữa Reykjavík cho đến phần phía Nam của eo biển Đan Mạch, giữa Iceland và Greenland, từ ngày 1 đến ngày 6 tháng 12.

### Thế Chiến II

#### 1942
Khởi hành từ Hvalfjörður, Iceland vào sáng ngày 9 tháng 12, hai ngày sau khi Hải quân Nhật bất ngờ tấn công Trân Châu Cảng, Anderson đi đến Xưởng hải quân Norfolk vào ngày 17 tháng 12 chỉ để sửa chữa nhỏ; trước khi lại lên đường lúc 05 giờ 37 phút ngày 18 tháng 12 để đi Charleston, South Carolina cùng với Hammann, Mustin và Morris, đến nơi sáng ngày hôm sau. Tháo dỡ đạn dược vào ngày hôm sau, nó trải qua những ngày cuối cùng của năm 1941 được sửa chữa và cải biến tại Xưởng hải quân Charleston, bao gồm việc thay thế các khẩu súng máy 0,5 in (13 mm) bằng pháo phòng không 20 mm. Vào ngày 3 tháng 1 năm 1942, nó lên đường đi Norfolk, Virginia, và sau khi hiệu chỉnh các thiết bị khử từ, nó đi đến Căn cứ Hải quân Norfolk vào sáng ngày 5 tháng 1. Rời Hampton Roads ngay ngày hôm sau cùng với Morris và Hammann, nó chiếm lấy vị trí phía trước mạn trái Mississippi trong thành phần hộ tống cho Đội Thiết giáp hạm 3 đi sang khu vực Thái Bình Dương.
Trong bốn ngày tiếp theo, Anderson đã hộ tống cho New Mexico, Mississippi và President Hayes đi dọc xuôi theo bờ Đông Hoa Kỳ và vượt qua vịnh Mexico, đi đến Cristobal vào sáng ngày 11 tháng 1. Đơn vị băng qua kênh đào trong ngày hôm đó, thả neo tại Balboa lúc xế chiều, và sau khi được tiếp nhiên liệu lại tiếp tục hành trình hướng đến San Diego, California. Trong chặng sau của chuyến đi, các con tàu đều ở trong tình trạng báo động; hai ngày sau khi rời Panama, trinh sát viên trên Anderson trông thấy sóng của một quả ngư lôi lúc 01 giờ 13 phút ngày 13 tháng 1. Các con tàu cũng trinh sát nhận dạng hai tàu bắt gặp trên đường, nhận diện ra chiếc Ocean Voice của Anh và Kishacoquillas của Hoa Kỳ lần lượt vào các ngày 15 và 17 tháng 1 tương ứng.
Trên đường đi, các con tàu hoàn thiện kỹ năng tác xạ dưới sự trợ giúp của các thủy phi cơ OS2U Kingfisher, vốn đã mô phỏng các cuộc tấn công bằng ngư lôi, ném bom bổ nhào và ném bom tầm cao vào đoàn tàu. Ngoài khơi vịnh San Francisco, lệnh báo động tàu ngầm lại được đưa ra khi Hammann báo cáo bắt được tín hiệu vào sáng ngày 22 tháng 1; tuy nhiên các cuộc tấn công bằng mìn sâu không mang lại kết quả. Con tàu thả neo tại Bến 54, cảng San Francisco lúc 12 giờ 50 phút ngày 22 tháng 1. Sau khi được tiếp liệu và sửa chữa cặp bên mạn chiếc Dixie trong một thời gian ngắn, nó khởi hành vào sáng ngày 25 tháng 1, tiến ra khỏi vịnh San Francisco để gặp gỡ Đoàn tàu 2019. Bị ngăn trở bởi thời tiết sương mù dày đặc thường gặp chung quanh vùng vịnh, việc tập trung đoàn tàu bị trì hoãn, nhưng cuối cùng đoàn tàu cũng hình thành và khởi hành đi sang quần đảo Hawaii. Chiếc tàu khu trục bảo vệ các con tàu đi vào Trân Châu Cảng an toàn sau giữa trưa ngày 2 tháng 2.
Anderson trải qua hai tuần lễ tiếp theo hoạt động tại chỗ từ Trân Châu Cảng, bao gồm việc tuần tra lối ra vào cảng vào ngày 11-12 tháng 2, và hộ tống tàu tuần dương hạng nặng Louisville khi nó thực hành tác xạ vào ngày 14 tháng 2. Khởi hành lúc 08 giờ 17 phút ngày 16 tháng 2, chiếc tàu khu trục gia nhập Lực lượng Đặc nhiệm 17, bao gồm Yorktown, Astoria, Louisville, Hammann, Sims và Walke, dưới quyền Chuẩn đô đốc Frank Jack Fletcher, vào xế chiều ngày hôm đó. Trong hai tuần lễ tiếp theo, lực lượng đặc nhiệm của Yorktown đi về hướng Tây Nam Thái Bình Dương, và đến ngày 6 tháng 3 đã gặp gỡ Lực lượng Đặc nhiệm 11 dưới quyền Phó đô đốc Wilson Brown, cho chiến dịch không kích được trù định lên cứ điểm Rabaul của quân Nhật.
Tuy nhiên, trong khi các con tàu của Brown và Fletcher đi đến khu vực xuất phát, máy bay trinh sát Australia lại phát hiện một lực lượng tấn công Nhật Bản di chuyển về phía Lae và Salamaua, trên bờ biển phía Đông của New Guinea. Cả hai cứ điểm nhanh chóng thất thủ với hầu như không có sự kháng cự, nhưng căn cứ đối phương vừa mới hình thành, và sân bay tại cả hai địa điểm phơi bày một mục tiêu mới lý tưởng, cơ hội đánh trả đối phương ở thời điểm mong manh nhất: trước khi đối phương kịp củng cố đầu cầu. Kế hoạch ném bom Rabaul được gác lại.
Để đảm bảo an toàn cho hoạt động của lực lượng tàu sân bay tại vịnh Papua, Brown cho tách ra một lực lượng tàu nổi ở lại vùng biển quần đảo Louisiade, gần đảo Rossel, để đánh chặn mọi lực lượng đối phương tấn công về phía Port Moresby và bảo vệ cho các tàu chở quân của Lục quân theo kế hoạch sẽ đi đến Nouméa, New Caledonia vào lúc đó. Ông đặt lực lượng này, bao gồm Astoria, Chicago, Louisville, Australia, Anderson, Sims, Hammann và Hughes, dưới quyền chỉ huy của Chuẩn đô đốc Hải quân Hoàng gia John G. Grace. Trong khi việc tuần tra của lực lượng dưới quyền Grace không gặp sự kiện nào, và gia nhập trở lại Lực lượng Đặc nhiệm 11 vào ngày 14 tháng 3, cuộc không kích xuống Lae-Salamaua bởi máy bay cất cánh từ các tàu sân bay Yorktown và Lexington đã buộc phía Nhật Bản phải cẩn thận giữ lại lực lượng đổ bộ, vốn đã ít ỏi, cho những kế hoạch tấn công tại khu vực quần đảo Solomon.
Hoạt động cùng đội của Yorktown cho đến cuối tháng 4, Anderson tuần tra tại vùng biển Coral như tiền đồn duy nhất ngăn chặn sự bành trướng của quân Nhật về hướng này, và đi đến Tongatapu thuộc quần đảo Tonga vào cuối tháng đó. Khi tin tức tình báo thu thập được cho thấy chiến dịch đổ bộ lên Tulagi thuộc quần đảo Solomon, vốn bị trì hoãn lại được thực hiện, được xác nhận bởi việc quân Nhật đổ bộ binh lính và phương tiện lên đây vào ngày 29 tháng 4, xây dựng một căn cứ thủy phi cơ sau khi lực lượng Australia đồn trú rút lui; Lực lượng Đặc nhiệm 17 lại di chuyển lên phía Bắc đối phó với mối đe dọa mới này.

##### Trận chiến biển Coral
Vào ngày 4 tháng 5, Anderson hộ tống cho Yorktown khi chiếc tàu sân bay tung ra ba cuộc không kích xuống căn cứ Nhật mới hình thành tại Tulagi, đánh chìm một tàu khu trục và một số tàu nhỏ, với tổn thất nhẹ mất ba máy bay, nhưng các đội bay đều được giải cứu. Được tăng cường bởi Lực lượng Đặc nhiệm 11 dưới quyền Chuẩn đô đốc Aubrey W. Fitch vào ngày 6 tháng 5, Fletcher dự định đối đầu với lực lượng Nhật Bản tại biển Coral vào ngày 7 tháng 5, nhằm ngăn chặn đòn tấn công của đối phương về phía Port Moresby. Vào ngày đó, mỗi bên đều tìm cách tung các đợt tấn công bằng các tàu sân bay; phía Hoa Kỳ may mắn hơn khi máy bay của Yorktown và Lexington đã đánh chìm tàu sân bay hạng nhẹ Shōhō. Máy bay Nhật tìm cách tấn công lực lượng Đồng Minh, nhưng đã không tìm thấy mục tiêu trong mây mù và bóng đêm; và cuộc đụng độ vào lúc chạng vạng giữa các phi đội Nhật quay trở về và máy bay tiêm kích Mỹ không có kết quả rõ rệt. Vào lúc này, chiếc tàu khu trục được phân về Đội đặc nhiệm 17.5 hoạt động hộ tống cho Lexington.
Lực lượng tấn công Nhật Bản, hình thành chung quanh các tàu sân bay Shōkaku và Zuikaku, hướng về phía Nam Guadalcanal vào ngày 7 tháng 5. Trong khi máy bay Mỹ tiêu diệt Shōhō, máy bay từ tàu sân bay đối phương đã đánh chìm Sims và gây hư hại nặng cho chiếc tàu chở dầu Neosho đến mức nó phải bị đánh đắm sau đó.
Sáng hôm sau, một khoảng cách 170 mi (270 km) phân tách hai lực lượng đối địch. Phía Hoa Kỳ tấn công trước, gây hư hại cho Shōkaku; không lâu sau đó, hỏa lực phòng không và máy bay tuần tra chiến đấu trên không làm tiêu hao một phân đội không lực của Zuikaku. Trong khi đó, các tàu sân bay Hoa Kỳ phân tán ra khi lực lượng tấn công Nhật Bản đang tiến đến gần, Yorktown, Lexington cùng lực lượng hộ tống tương ứng của chúng tách ra xa khoảng 3–4 mi (4,8–6,4 km); Anderson tiếp tục hộ tống cho Lexington. Lúc khoảng 11 giờ 16 phút ngày 8 tháng 5, đợt máy bay đối phương đầu tiên bắt đầu tấn công, kéo dài đến 12 giờ  00; khi chiếc tàu khu trục bắn liên tục vào đối phương, nhưng không ghi phát nào trúng đích. Nó không bị tấn công ngoại trừ  một tràng súng máy, vì đối phương tập trung tấn công vào chiếc tàu sân bay.
Lexington trúng hai quả ngư lôi bên mạn trái; sau đó máy bay ném bom bổ nhào Aichi D3A "Val" tiếp tục lao vào nó với những quả bom suýt trúng, và cuối cùng là hai quả bom trúng đích: một quả trúng khẩu đội pháo bên mạn trái và một quả phát nổ bên trong ống khói con tàu. Đến xế trưa, đám cháy được kiểm soát và độ nghiêng con tàu được hiệu chỉnh; tuy nhiên các vụ nổ đã làm vỡ các ống dẫn xăng máy bay, nên đến 14 giờ 45 phút một loạt các vụ nổ bên trong lại xảy ra, gây ra các đám cháy trong hầm tàu. Anderson túc trực để trợ giúp và cứu những người sống sót khi chiếc tàu sân bay bị bỏ lại, và đã vớt được 377 người. Cuối cùng tàu khu trục Phelps phải đánh đắm Lexington bằng ngư lôi. Trận chiến kết thúc, đánh dấu một trận chiến đầu tiên mà không hạm tàu nào nhìn thấy trực tiếp đối thủ, với kết quả đã ngăn chặn cuộc tấn công của quân Nhật về phía Port Moresby. Đây là một thắng lợi chiến thuật cho phía Nhật Bản, khi họ gây tổn thất lớn hơn cho các tàu sân bay Hoa Kỳ: ngoài việc mất Lexington, Yorktown cũng bị hư hại nặng.
Vào ngày 10 tháng 5, Anderson chuyển 377 thành viên thủy thủ đoàn của Lexington sang tàu tuần dương Portland, và sang ngày hôm sau đi đến Nouméa, New Caledonia, nơi nó chuyển năm quả ngư lôi cho Phelps, vốn đã tiêu phí toàn bộ số ngư lôi mang theo cho việc đánh chìm Lexington. Nó sau đó đi đến Tongatapu, nơi nó gia nhập trở lại Lực lượng Đặc nhiệm 17. Vào ngày 28 tháng 5, nó về đến Trân Châu Cảng, nhưng thời gian nghỉ ngơi bị rút ngắn do lực lượng lại được cần đến để chống trả đòn tấn công tiếp theo của quân Nhật, lần này nhắm vào đảo Midway, với ý định thu hút và tiêu diệt hạm đội Hoa Kỳ trong một trận chiến quyết định. Nó khởi hành cùng Lực lượng Đặc nhiệm 17 vào ngày 30 tháng 5 trong thành phần hộ tống cho Yorktown, vốn được sửa chữa cấp tốc.

##### Trận Midway
Vào ngày 4 tháng 6, máy bay Nhật Bản tấn công đảo Midway mà chỉ gặp sự kháng cự nhẹ, và đã quay về các tàu sân bay của chúng để tái vũ trang cho một đợt tấn công thứ hai. Phía Nhật Bản tỏ ra bối rối trong việc xác định lực lượng đối phương cần đối đầu trở nên chết người, khi cuộc không kích của Hoa Kỳ từ Yorktown, Enterprise và Hornet đánh trúng đối thủ ở một thời điểm nhạy cảm. Trong khi các máy bay ném bom-ngư lôi từ ba tàu sân bay nối tiếp nhau thu hút lực lượng tuần tra chếu đấu đối phương, máy bay ném bom bổ nhào của Yorktown và Enterprise loại khỏi vòng chiến ba trong số bốn tàu sân bay đối phương tham gia chiến dịch.
Máy bay từ tàu sân bay Nhật Hiryū, chiếc tàu sân bay đối phương duy nhất thoát khỏi bị tiêu diệt sáng hôm đó, nhanh chóng tìm thấy Lực lượng Đặc nhiệm 17. Cho dù bị lực lượng tuần tra chiến đấu trên không ngăn chặn, những máy bay ném bom bổ nhào "Val" ghi được những cú đánh trúng Yorktown, khiến nó chết đứng giữa biển. Các pháo thủ của Anderson ghi công bắn rơi hai máy bay đối phương khi họ rút lui khỏi chiến trường. Yorktown lại di chuyển được hai giờ sau đó, dập tắt các đám cháy và lấy lại động lực. Chiếc tàu sân bay chuẩn bị tung máy bay tiêm kích ra khi một đợt tấn công thứ hai của đối phương xuất hiện, lần này bao gồm máy bay ném bom-ngư lôi Nakajima B5N "Kate". Trong trận chiến lộn xộn, Anderson bắn rơi một chiếc "Kate" trước khi nó có dịp phóng ngư lôi ra, nhưng những chiếc khác đã xuyên qua được hàng rào phòng thủ và ghi được hai quả ngư lôi trúng đích vào mạn trái chiếc tàu sân bay ở giữa tàu.
Các pháo thủ của Anderson ghi công bắn rơi thêm một máy bay đối phương đang rút lui. Trong khi Yorktown bị hư hại nặng và chết đứng một lần nữa trong ngày hôm đó, Anderson vớt được Thiếu úy Milton Tootle IV, một phi công thuộc Liên đội Tiêm kích 3 (VF-3) bị bắn rơi trong khi tấn công máy bay ném ngư lôi đối phương. Chiếc tàu khu trục sau đó tiếp cận Yorktown và vớt thêm được 203 người.
Trong khi Lực lượng Đặc nhiệm 17 thu thập người của Yorktown để rút lui khỏi khu vực, chiếc tàu sân bay vẫn tiếp tục nổi; sau khi rõ ràng là nó không chìm ngay và có thể cứu vớt được, Đô đốc Fletcher tổ chức một đội cứu hộ và đổ bộ sang con tàu. Được chiếc Vireo kéo đi, và đội cứu hộ bao gồm những người tình nguyện từ nhiều con tàu khác nhau, dường như Yorktown đã có thể sống sót. Tuy nhiên, sự xuất hiện của tàu ngầm Nhật I-168 đã làm thay đổi mọi thứ; chiếc tàu sân bay bị trúng ngư lôi vào ngày 6 tháng 6 cùng với chiếc Hammann, chiếc tàu khu trục chìm ngay lập tức, trong khi Yorktown lây lất qua đến sáng hôm sau, khi nó cuối cùng cũng đắm.
Anderson quay trở về Trân Châu Cảng vào ngày 13 tháng 6, từ ngày 8 đến ngày 15 tháng 7, nó hộ tống chiếc Fulton đi Midway, và từ ngày 22 đến ngày 27 tháng 7, nó tháp tùng chiếc tàu sân bay hộ tống Long Island đi đến đảo Palmyra và quay trở về Trân Châu Cảng.

##### Guadalcanal
Vào ngày 17 tháng 8, Anderson khởi hành từ Trân Châu Cảng cùng Lực lượng Đặc nhiệm 17 trên đường đi đến khu vực quần đảo Solomon, nơi nó gia nhập Lực lượng Đặc nhiệm 61 vào ngày 29 tháng 8, được phân công hộ tống cho tàu sân bay Hornet thuộc Đội đặc nhiệm 61.2. Trận chiến Đông Solomon diễn ra vào ngày 24 tháng 8 đã đẩy lui một nỗ lực lớn của phía Nhật Bản nhằm tái chiếm Guadalcanal. Tuy nhiên, tàu ngầm đối phương vẫn hoạt động tại vùng biển phía Đông Guadalcanal. Vào ngày 31 tháng 8, tàu sân bay Saratoga thuộc Đội đặc nhiệm 61.1 bị trúng ngư lôi và hư hại, bị buộc phải rút lui về Tongatapu. Đến ngày 14 tháng 9, sáu tàu vận tải chuyên chở binh lính tăng viện và tiếp liệu cho Guadalcanal đã khởi hành từ Espiritu Santo, được hỗ trợ bởi đội đặc nhiệm được hình thành chung quanh Wasp và Hornet.
Tàu ngầm đối phương tiếp tục là một mối đe dọa thường xuyên, khi vào ngày 15 tháng 9, Wasp trúng ngư lôi từ tàu ngầm I-19. Vào lúc đó Anderson đang hộ tống cho Hornet ở cách 6 mi (9,7 km) về phía Đông Bắc Wasp. Vài phút sau, ngư lôi được phát hiện đang hướng về phía Hornet, và chiếc tàu sân bay đã cơ động để né tránh. Các quả ngư lôi sượt qua mũi tàu sân bay, một quả đâm trúng thiết giáp hạm North Carolina và một quả khác đâm trúng tàu khu trục O'Brien. Anderson được lệnh canh phòng cho chiếc thiết giáp hạm bị hư hại, rồi hộ tống quay trở về Tongatapu vào ngày 19 tháng 9.
Trong thời gian còn lại của tháng 9, Anderson hộ tống một đoàn tàu vận tải Hà Lan đi đến vịnh Dumbea, New Caledonia, và vào ngày 3 tháng 10, đã khởi hành cùng Lực lượng Đặc nhiệm 17 để tung ra một đợt tấn công xuống tàu bè đối phương tại khu vực Buin-Faisi. Trong ngày hôm đó, nó được cho tách ra để giải cứu một phi công bị bắn rơi, nhưng không thể tìm thấy. Sau khi hoàn tất tìm kiếm, do ở cách xa lực lượng đặc nhiệm không thể gia nhập trở lại trước khi cuộc không kích kết thúc, nó di chuyển một mình đến Nouméa.

##### Trận chiến quần đảo Santa Cruz
Anderson gia nhập trở lại Lực lượng Đặc nhiệm 17 vào ngày 8 tháng 10, và đến ngày 15 tháng 10 đã được lệnh đi đến phía Bắc Guadalcanal tấn công một lực lượng đối phương nhằm giải tỏa áp lực cho sân bay Henderson. Hornet tung ra các cuộc không kích vào ngày 16 tháng 10, trước khi có Lực lượng Đặc nhiệm 16 cùng tham gia để hình thành nên Lực lượng Đặc nhiệm 61 vào ngày 24 tháng 10. Vào ngày 26 tháng 10, các tàu chiến Hoa Kỳ phải đối đầu với một lực lượng Nhật Bản chiếm ưu thế hơn trong Trận chiến quần đảo Santa Cruz. Hai lực lượng đối địch đã phát hiện ra lẫn nhau hầu như đồng thời; máy bay của Enterprise và Hornet đã gây hư hại cho hai tàu sân bay, một tàu tuần dương và hai tàu khu trục đối phương. Tuy nhiên, phía Hoa Kỳ phải chịu đựng tổn thất nặng nề hơn.
Lúc 10 giờ 10 phút sáng hôm đó, khoảng 27 máy bay đối phương đã tấn công Hornet; Anderson đã nổ súng bắn trúng hai chiếc và bắn rơi một chiếc. Một quả bom đã ném trúng sàn đáp của Hornet, rồi một chiếc Aichi D3A "Val" đâm trúng nó. Ít lâu sau hai chiếc B5N "Kate" tiếp cận và phóng ngư lôi vốn đã đánh trúng khoang động cơ chiếc tàu sân bay. Trong khi Hornet đi chậm dần rồi chết đứng giữa biển, nó trúng thêm ba quả bom và một chiếc "Val" khác. Trong trận chiến lộn xộn này, Anderson bắn rơi thêm một máy bay ném ngư lôi và ghi nhiều phát trúng trên những chiếc khác; nó chịu đựng những đợt càn quét bằng súng máy làm hư hại nhẹ những tấm thép bên mạn tàu.
Đến trưa, tàu tuần dương hạng nặng Northampton (CA-26) tìm cách kéo Hornet, nhưng đến 18 giờ 15 phút đối phương lại tung thêm một đợt máy bay ném bom bổ nhào và máy bay ném ngư lôi nhắm vào chiếc tàu sân bay; nó trúng thêm một quả ngư lôi và một quả bom, nên có lệnh bỏ tàu. Anderson tiếp cận để cứu vớt những người sống sót, đưa lên tàu 247 người. Tàu khu trục Mustin (DD-413) được lệnh đánh đắm Hornet, và đã phóng ba quả ngư lôi, nhưng chiếc tàu sân bay vẫn tiếp tục nổi. Anderson được lệnh thay thế cho nhiệm vụ này, phóng tiếp sáu quả ngư lôi vào mục tiêu, nhưng Hornet vẫn không bị đánh đắm. Anderson và Mustin sau đó nả hải pháo nhắm vào Hornet, nhưng sự xuất hiện của các tàu nổi Nhật Bản phía chân trời đã buộc hai chiếc tàu khu trục Hoa Kỳ phải vội vã rút lui. Sang sáng ngày 27 tháng 10, các tàu khu trục Nhật Bản kết liễu Hornet bằng bốn quả ngư lôi.
Trong khi lực lượng Nhật Bản tấn công Hornet, đội của Enterprise gần đó cũng chịu đựng thiệt hại. Tàu khu trục Porter (DD-356) bị ngư lôi phóng từ tàu ngầm đối phương đánh chìm đang khi giải cứu một phi công bị bắn rơi; Enterprise bị đánh trúng ba quả bom; tàu khu trục Smith (DD-378) bị hư hại nặng bởi một máy bay tấn công tự sát; trong khi cả thiết giáp hạm South Dakota (BB-57) lẫn tàu tuần dương hạng nhẹ San Juan (CL-54) đều bị hư hại nhẹ do trúng bom. Cho dù lực lượng Hoa Kỳ bị tổn thất nặng nề hơn, họ thành công trong việc ngăn chặn phía Nhật Bản tiến quân về Guadalcanal.
Trong tháng 11, Anderson tham gia các chiến dịch khác tại vùng biển ngoài khơi Guadalcanal, hộ tống các tàu vận chuyển đổ bộ binh lính tăng viện lên Lunga Roads, bắn hỏa lực theo yêu cầu trong các ngày 4 đến 6 tháng 11, cũng như hộ tống cho Enterprise trong các đợt không kích xuống tàu bè đối phương tại Guadalcanal trong các ngày 13 và 14 tháng 11.

#### 1943
Từ tháng 12 năm 1942 đến ngày 23 tháng 1 năm 1943, Anderson hoạt động cùng Lực lượng Đặc nhiệm 16 ngoài khơi Espiritu Santo để tuần tra chống tàu ngầm và huấn luyện. Từ ngày 23 tháng 1 đến ngày 3 tháng 2, nó hộ tống cho Đơn vị Đặc nhiệm 62.4.7, một đoàn tàu buôn, đi Guadalcanal và quay trở về Espiritu Santo. Đang khi ở khu vực Solomon, nó cùng tàu khu trục Wilson (DD-408) tiến hành trinh sát hình ảnh và bắn phá các bãi biển còn do đối phương kiểm soát ở bờ biển phía Bắc Guadalcanal vào ngày 29 tháng 1.
Anderson tiếp tục hoạt động ngoài khơi quần đảo New Hebrides trong các nhiệm vụ tìm-diệt, và các chuyến đi hộ tống để gặp gỡ tiếp nhiên liệu cho các Lực lượng Đặc nhiệm 67 và 68 cho đến ngày 7 tháng 3. Nó đi đến Trân Châu Cảng vào ngày 22 tháng 3, rồi tiếp tục hành trình quay trở về Hoa Kỳ; nó được sửa chữa vả đại tu tại San Francisco từ ngày 9 tháng 4 đến ngày 8 tháng 6. Sau một chuyến hộ tống vận tải khứ hồi đến Trân Châu Cảng trong tháng 6, con tàu rời San Francisco vào ngày 11 tháng 7 để cùng Đội đặc nhiệm 96.1 đi Kodiak, Alaska, đến nơi vào ngày 21 tháng 7. Nó gia nhập Đội đặc nhiệm 16.17 vào ngày 30 tháng 7, và tham gia những đợt bắn phá lên đảo Kiska vào các ngày 2 và 15 tháng 8. Nó tiếp tục ở lại khu vực quần đảo Aleut, làm nhiệm vụ tuần tra cho đến ngày 21 tháng 9, khi nó lên đường quay trở về Trân Châu Cảng.
Từ ngày 14 tháng 10 đến ngày 1 tháng 11, Anderson có mặt tại Wellington, New Zealand, tập trung cùng các tàu vận tải để chuẩn bị cho hoạt động tiếp theo. Nó cùng Lực lượng Đặc nhiệm 53 đi đến đảo san hô Tarawa vào ngày 19 tháng 11, và nằm trong thành phần Đội Hỗ trợ Hỏa lực 3 khi chiếm lấy vị trí về phía Đông Betio vào ngày đổ bộ 20 tháng 11, tiến hành bắn phá xuống các mục tiêu được chỉ định. Betio bị chiếm vào ngày 24 tháng 11, nhưng chiếc tàu khu trục tiếp tục đảm nhiệm vai trò cột mốc radar canh phòng tại khu vực, thỉnh thoảng bắn hỏa lực can thiệp cho đến ngày  29 tháng 11, khi nó lên đường quay trở về Trân Châu Cảng.

#### 1944
Đến ngày 21 tháng 12 năm 1943, Anderson quay trở lại San Diego để hộ tống việc vận chuyển Sư đoàn 4 Thủy quân Lục chiến đi Kwajalein. Trên đường đi, nó nằm trong số những đơn vị được cho tách ra để thực hiện tấn công nghi binh xuống Wotje vào ngày 30 tháng 1 năm 1944. Là một trong số những tàu khu trục dẫn đầu, nó mở màn cuộc bắn phá lúc 06 giờ 42 phút, và phải cơ động để né tránh hỏa lực bắn trả của đối phương. Lúc 06 giờ 46 phút, một quả đạn pháo đối phương đã bắn trúng Trung tâm Thông tin Tác chiến (CIC), làm thiệt mạng Hạm trưởng, Thiếu tá Hải quân John G. Tennent, III, hai thiếu úy và ba thủy thủ, cùng làm 15 người khác bị thương. Hạm phó đã thay quyền chỉ huy, tiếp tục chỉ đạo hoạt động bắn phá cho đến khi nó cơ động ra phía biển để hoạt động bảo vệ chống tàu ngầm, cho đến khi hoàn tất chiến dịch bắn phá Wotje vào giữa trưa. Sang ngày hôm sau, con tàu đi đến các đảo mục tiêu Roi và Namur thuộc đảo san hô Kwajalein, bảo vệ ở hướng biển trong khi các tàu chiến hạng nặng bắn phá bờ biển. Trong khi vận chuyển những người bị thương vào ngày 1 tháng 2, nó va phải một dãi đá ngầm không thể hiện trên hải đồ, và phải được kéo quay trở lại Trân Châu Cảng.
Hoàn tất việc sửa chữa vào ngày 15 tháng 6, Anderson lại lên đường hướng sang khu vực Tây Nam Thái Bình Dương. Sau một chuyến đi hộ tống đến vịnh Oro, New Guinea, nó cùng Đội đặc nhiệm 77.3 đi đến ngoài khơi mũi Sansapor, New Guinea vào ngày 1 tháng 8. Trong các hoạt động đổ bộ tại đây, con tàu hoạt động hộ tống chống tàu ngầm giữa đảo Amsterdam và mũi Opmarai, rồi tuần tra ngoài khơi cảng Woendi và mũi Sunsapor cho đến ngày 25 tháng 8. Trong cuộc đổ bộ lên Morotai vào ngày 15 tháng 9, nó đã bắn hỏa lực theo yêu cầu và tuần tra ngoài khơi bãi White.
Vào ngày 12 tháng 10, Anderson rời cảng Seeadler cùng Đội đặc nhiệm 78.2 cho các hoạt động đổ bộ tại vịnh Leyte. Đi đến khu vực tấn công vào ngày 20 tháng 10, nó đảm trách vai trò tuần tra trong quá trình đổ bộ ban đầu, cho đến khi gia nhập cùng Đội đặc nhiệm 77.2 vào ngày 25 tháng 10. Đơn vị này đã chịu đựng các đợt không kích ác liệt của đối phương, và Anderson đã nổ súng vào những kẻ tấn công nhưng không có kết quả. Sang ngày 1 tháng 11, cường độ không kích của đối phương càng thêm nặng nề, và chiếc tàu khu trục đã bắn trúng nhiều máy bay đối phương, bắn rơi một chiếc. Lúc 18 giờ 12 phút ngày hôm đó, một chiếc máy bay tiêm kích lục quân Nhật Bản Nakajima Ki-43 "Oscar" đã đâm trúng mạn trái con tàu phía giữa tàu, khiến 14 người thiệt mạng và 22 người khác bị thương, hai người trong số đó tử thương do vết thương quá nặng.
Sau khi sửa chữa tạm thời, Anderson rời Leyte vào ngày 3 tháng 11, đi ngang qua Hollandia, đảo Manus và Majuro, về đến Trân Châu Cảng vào ngày 29 tháng 11. Nó được lệnh tiếp tục quay trở về Hoa Kỳ, về đến San Francisco vào ngày 9 tháng 12, và bắt đầu được sửa chữa.

#### 1945
Anderson đi đến Attu, Alaska vào ngày 11 tháng 5 năm 1945, nơi nó được phân về Đội đặc nhiệm 92.2, và tham gia một cuộc bắn phá Suribachi Wan tám ngày sau đó cũng như càn quét tàu bè trong biển Okhotsk. Từ ngày 10 đến ngày 12 tháng 6, nó tham gia bắn phá căn cứ đối phương tại Matsuwa To thuộc quần đảo Kuril, và một đợt càn quét tàu bè khác trong biển Okhotsk. Trong khi phần còn lại của Đội đặc nhiệm tiến vào vùng biển này để đánh chặn một đoàn tàu vận tải đối phương từ Paramushir hướng xuống phía Nam từ ngày 23 đến ngày 25 tháng 6, Anderson, Hughes cùng tàu tuần dương hạng nhẹ Trenton (CL-11) đã tuần tra về phía Đông quần đảo Kuril nhằm ngăn chặn đoàn tàu đối phương mọi ý định định thoát ra Thái Bình Dương. Từ ngày 15 đến ngày 22 tháng 7, con tàu tiến hành tuần tra về phía Đông quần đảo Kuril, một đợt càn quét tàu bè đối phương trong biển Okhotsk, và một đợt bắn phá khác xuống Suribachi Wan, Paramushiru To, Kuril. Tiếp theo sau là một đợt càn quét trong biển Okhotsk kết hợp với bắn phá Matsuwa To, Kuril trong các ngày 11 và 12 tháng 8.
Anderson tiếp tục ở lại cùng Lực lượng Bắc Thái Bình Dương sau khi chiến tranh kết thúc, và đã rời vùng biển Alaska vào ngày 27 tháng 8 để đi sang Nhật Bản, đi đến Ominato vào ngày 8 tháng 9, rồi hỗ trợ cho hoạt động chiếm đóng tại phía Bắc đảo Honshū cho đến ngày 30 tháng 10. Nó lên đường quay trở về Hoa Kỳ, về đến San Diego vào ngày 1 tháng 12, và được dự định để sử dụng trong các thử nghiệm vũ khí trong tương lai. Nó khởi hành đi Trân Châu Cảng vào ngày 27 tháng 12.

### Sau chiến tranh
Đi đến Trân Châu Cảng vào ngày 3 tháng 1 năm 1946, Anderson được phân về Lực lượng Đặc nhiệm Kết hợp 1 vào ngày 15 tháng 5, và được chọn để tham gia Chiến dịch Crossroads, cuộc thử nghiệm bom nguyên tử tại đảo san hô Bikini. Nó đi đến địa điểm cuối cùng của nó vào ngày 30 tháng 5 năm 1946. Vào ngày 1 tháng 7 năm 1946, quả bom sử dụng trong Thử nghiệm "Able" nổ trên không đã đánh chìm Anderson trong vũng biển Bikini. Tên nó được cho rút khỏi danh sách Đăng bạ Hải quân vào ngày 25 tháng 9 năm 1946

## Phần thưởng
Anderson được tặng thưởng mười Ngôi sao Chiến trận do thành tích phục vụ trong Thế Chiến II.